# Distrito de Vasileostrovsky
El distrito de Vasileostrovsky (en ruso: Василеостро́вский райо́н, Vasileostrovskiy rayon) es un distrito de la ciudad federal de San Petersburgo, Rusia. El distrito se encuentra en el centro de la ciudad y ocupa los territorios de la isla de Vasilyevsky y las islas de Dekabristov e incluye la pequeña isla Severny.

## Distritos
El distrito de Vasileostrovsky comprende las siguientes okrugs municipales:
- Nº 7
- Ostrov Dekabristov
- Gavan
- Morskoy
- Vasilyevsky